# Daniel Morgan (Politiker)

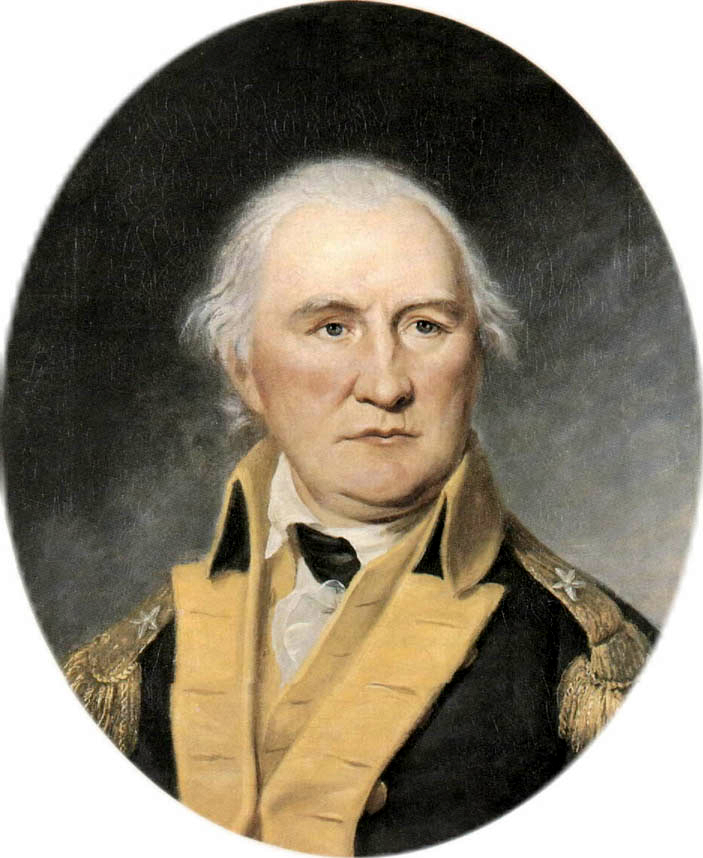
Daniel Morgan (Porträt von Charles Willson Peale)

Daniel Morgan (* 6. Juli 1736 in Hunterdon County, Province of New Jersey, Kolonie des Königreichs Großbritannien; † 6. Juli 1802 in Winchester, Virginia, USA) war ein britisch-amerikanischer Pionier, Offizier und Kongressabgeordneter für Virginia. Als einer der begabtesten Schlachtfeldtaktiker im Unabhängigkeitskrieg kommandierte er später die Truppen, die die Whiskey-Rebellion niederschlugen.

## Frühe Jahre
Morgan war das fünfte von sieben Kindern des Schmiedearbeiters James Morgan (1710–1782). Als er 16 Jahre alt war, verließ er sein Zuhause nach einem Kampf mit seinem Vater. Nachdem er in den seltsamsten Berufen in ganz Pennsylvania gearbeitet hatte, ging er in das Shenandoah-Tal. Zuletzt ließ er sich im Grenzgebiet von Virginia, nahe dem heutigen Charles Town nieder.
Morgan war ein großer, grober, wenig gebildeter Mann, der Trinken und Spielen dem Lernen vorzog. Er zeigte aber auch ein großes Arbeitsvermögen. Er rodete Land, arbeitete in einer Sägemühle und als Fuhrmann. In einem Jahr hatte er genug zusammen, um sein eigenes Team anzustellen, und er konzentrierte sich auf das Fuhrgeschäft.

## Franzosen- und Indianerkrieg
1755 wurde Morgan als Ziviltransporteur zur Unterstützung der Braddock-Expedition gegen Fort Duquesne angestellt. Nach der Schlacht in der Wildnis am 9. Juli brachte ihm seine Aufgabe, Verwundete zu bergen, die Aufmerksamkeit des jungen Miliz-Colonel George Washington ein. Diese Expedition brachte ihm den Spitznamen ein, den seine Truppen während des Unabhängigkeitskrieges benutzten: Alter Transporteur (Old Waggoner).
1758 schloss er sich den Virginia Rangers als Ensign an. Als er Fracht von Fort Edward (nahe Capon Bridge) nach Winchester transportierte, wurde seine Drei-Mann-Truppe überfallen. Die anderen beiden wurden getötet und Morgan wurde schwer verwundet. Eine Kugel traf ihn im Nacken, trat durch seine Wange wieder aus und schlug alle Zähne in seinem linken Kiefer aus. Aber er blieb im Sattel und konnte entkommen.

## Zivilleben
Nach dem Krieg arbeitete Morgan wieder als Fuhrunternehmer. Er kaufte in Winchester ein Haus und gründete 1762 mit der 16-jährigen Abigail Bailey einen Haushalt. Als die beiden 1773 heirateten, hatten sie bereits zwei Töchter, Nancy und Betty. Morgan betrieb mit Erfolg Landwirtschaft und baute eine einen Quadratkilometer große Farm in der Nähe von Winchester auf.
Er blieb auch in der lokalen Miliz aktiv. 1763 bereitete er als Lieutenant Streitkräfte auf den Widerstand gegen den Indianer-Aufstand vor, der als Pontiacs Rebellion bekannt wurde. 1774 zog er als Miliz-Captain wieder in den Krieg, diesmal in Dunmores Krieg. In einem Feldzug, der fünf Monate dauerte, führte er seine Kompanie gegen die Shawnee und stieß dabei weit nach Ohio vor.

## Amerikanischer Unabhängigkeitskrieg
Nachdem der Amerikanische Unabhängigkeitskrieg mit den Gefechten von Lexington und Concord 1775 begonnen hatte, stellte der Kontinentalkongress die Kontinentalarmee auf. Er rief nach Leuten aus den mittleren Kolonien für zehn Schützenkompanien, um die Belagerung von Boston zu unterstützen, und Ende Juni 1775 willigte Virginia ein, zwei zu entsenden. Das Abgeordnetenhaus von Virginia wählte Daniel Morgan aus, um eine der beiden aufzustellen und als Captain zu dienen. Er rekrutierte 96 Männer in zehn Tagen und stellte sie in Winchester am 14. Juli zusammen. Dann marschierte er mit ihnen in nur 21 Tagen nach Boston und traf am 6. August 1775 dort ein.

### Invasion von Kanada
Später in diesem Jahr autorisierte der Kongress eine Invasion Kanadas. Colonel Benedict Arnold überzeugte General George Washington, eine östliche Offensive gegen Québec als Unterstützung für Richard Montgomerys Invasion zu starten. Washington stimmte zu, drei Schützenkompanien aus seinen Streitkräften bei Boston zu entsenden, wenn die sich freiwillig melden würden. Alle seine Kompanien waren dazu bereit, also wurde per Los entschieden, wer gehen sollte, und Morgans Kompanie war unter denen, die gingen. Arnold wählte Captain Morgan als Kommandeur aller drei Kompanien als einer Einheit aus. Die Expedition zog am 25. September von Fort Western aus los, mit Morgans Männern an der Spitze.
Zu Beginn gehörten mehr als 1000 Männer zur Arnold-Expedition, aber als sie am 9. November auf der Île d’Orléans ankam, hatte sie sich auf 600 Mann reduziert. (Bemerkung: Die Historiker haben nie einen Konsens über die Bezeichnung dieser epischen Reise gefunden.) Als Montgomery eintraf, begannen sie am 31. Dezember ihren desaströsen Angriff, die Schlacht von Québec. Die Patrioten griffen in zwei Vorstößen an, die von Morgan und Arnold kommandiert wurden.
Arnold führte die Attacke auf die Unterstadt von Norden aus an, fiel aber bald mit einer Kugel im Bein aus. Morgan übernahm das Kommando seiner Streitkräfte, und sie nahmen die Stadt erfolgreich ein, indem sie ihm über die erste Barrikade folgten. Montgomerys Attacke kam ins Stocken und der britische General Guy Carleton, 1. Baron Dorchester, wendete, um dem zweiten Angriff zu begegnen. Er verlegte Kanonen und Männer zur ersten Barrikade, hinter Morgans Streitkräfte. Abgeschnitten in der Unterstadt, von allen Seiten unter Feuer genommen, waren sie gezwungen, Stück für Stück zu kapitulieren. Morgan übergab sein Schwert einem französischen Priester, weil er sich weigerte, es den Truppen zu übergeben. Morgan war unter den 372 gefangengenommenen Männern. Er blieb bis zum Januar 1777 eingesperrt.

## 11. Virginia-Regiment
Als er sich Anfang 1777 Washington wieder anschloss, war Morgan überrascht zu erfahren, dass er wegen seiner Erfolge in Québec zum Colonel befördert worden war. Er wurde beauftragt, ein neues Regiment aufzustellen und zu kommandieren, das 11. Virginia-Regiment der Kontinentalarmee. Im April hatte Morgan 400 Mann rekrutiert, um seine Reihen zu füllen.
Sein Rekrutierungstest für Schützen wurde eine Lagerfeuerlegende. Er hatte mehrere Zielscheiben mit der Abbildung des Kopfes eines britischen Offiziers (einige Versionen sprechen von König Georg) und er nahm nur jene, welche die Scheibe mit ihrem ersten Schuss aus einer Entfernung von 100 Yards (91,44 Metern) trafen. Kunde davon erreichte auch England, wo Morgan als Kriegsverbrecher betrachtet wurde, weil das Zielen auf einzelne Personen als unsportlich angesehen wurde und das Zielen auf Offiziere als geradezu verräterisch.
Am 13. Juni 1777 erhielt Morgan das Kommando über ein zusammengestelltes Leichtes Infanterie-Korps von 500 Schützen, ihn selbst eingeschlossen. Washington beauftragte sie, General William Howes Nachhut zu bedrängen, und Morgan folgte und attackierte ihren gesamten Rückzug durch New Jersey.

### Saratoga
Morgan und sein Regiment wurden wieder dem Nördlichen Departement der Kontinentalarmee zugeteilt, und am 30. August schloss er sich General Horatio Gates an, um den Widerstand gegen John Burgoynes Offensive im Saratoga-Feldzug zu unterstützen.

#### Freeman’s Farm
Morgan kommandierte sein Regiment mit der Unterstützung von den 300 Mann von Henry Dearborns New Hampshire-Infanterie, als Spähtrupp der Hauptstreitkräfte. In der Schlacht von Freeman’s Farm stürmten sie in den Vormarsch von General Simon Frasers Flügel von Burgoynes Streitkraft. Alle britischen Offiziere starben beim ersten Aufeinandertreffen, und der Spähtrupp zog sich zurück. Morgans Männer stürmten ohne Befehle weiter vor, kehrten aber wieder um, als sie in die britische Hauptmarschkolonne unter General James Inglis Hamilton liefen. Als Benedict Arnold eintraf, organisierten er und Morgan die Neuaufstellung der Einheit. Als die Briten begannen, sich auf der anderen Seite der Felder von Freeman’s Farm zu formieren, fuhren Morgans Männer darin fort, deren Formationen mit gezieltem Feuer aus den Wäldern auf der gegenüberliegenden Seite der Felder aufzubrechen. Ihnen schlossen sich weitere sieben Regimenter von den Bemis Heights an.
Für den Rest des Nachmittags hielt das amerikanische Feuer die Briten in Atem. Wiederholt wurden jedoch amerikanische Angriffe durch britische Bajonette zurückgeschlagen. Zuletzt zogen sich die Amerikaner zurück, weil ihnen die Munition ausging. Die Briten reklamierten den Sieg für sich, aber sie hatten doppelt so viele Verluste wie die Amerikaner.

#### Bemis Heights
Burgoynes nächste Offensive führte am 7. Oktober zur Schlacht von Bemis Heights. Morgan war das Kommando über die linke (westliche) Flanke der amerikanischen Position übertragen worden. Der britische Plan sah vor, mit einer Streitmacht von 1.500 Mann in diese Flanke zu fallen. So stand Morgans Brigade erneut General Frasers Streitkräften gegenüber.
Durch die Reihen der kanadischen Loyalisten hindurch schießend, belegten Morgans Virginia-Scharfschützen die britische Leichte Infanterie mit einem Kreuzfeuer aus ihrem Feuer und den Schüssen von Dearborns Regiment. Obgleich die Leichte Infanterie vernichtet wurde, befahl General Fraser ihnen, zu stürmen. Als Benedict Arnold eintraf und anmerkte, dass Fraser ein ganzes Regiment aufwog, befahl Morgan widerwillig, Fraser durch einen Scharfschützen abschießen zu lassen und Timothy Murphy gehorchte ihm.
Als Fraser tödlich verwundet fiel, fiel die britische Leichte Infanterie zurück und kehrte in die Befestigungen zurück, die Burgoynes Hauptmacht hielt. Morgan war einer derjenigen, die Arnold zu einem Gegenangriff auf die britische Mitte folgten. Burgoyne zog sich auf seine Ausgangspositionen zurück, hatte aber 500 Mann verloren. In dieser Nacht zog er sich 13 Kilometer nach Nordwesten bis in das Dorf Saratoga zurück.
In der nächsten Woche grub sich Burgoyne ein, und Morgan und seine Männer begaben sich auf dessen Nordseite. Dass sie in der Lage waren, alle Patrouillen abzufangen, die in ihre Richtung geschickt wurden, überzeugte die Briten, dass ein weiterer Rückzug nicht möglich war.

### New Jersey und Abschied
Nach Saratoga schloss sich Morgans Einheit nahe Philadelphia wieder Washingtons Hauptarmee an. Das Jahr 1778 über griff er britische Marschkolonnen und Versorgungswege in New Jersey an, war jedoch in keine größeren Schlachten verwickelt. Er war zwar nicht an der Schlacht von Monmouth beteiligt, verfolgte aber die britischen Truppen, die sich auf dem Rückzug befanden, und machte viele Gefangene und Beute. Als die Virginia-Front am 14. September 1778 reorganisiert wurde, wurde Morgan Colonel des 7. Virginia Regiments.
In dieser Zeit wurde Morgan immer unzufriedener mit der Armee und dem Kongress. Er war nie politisch aktiv und hatte nie eine Beziehung zum Kongress kultiviert. Deshalb wurde er wiederholt bei der Beförderung zum Brigadegeneral übergangen, zu Gunsten von Männern mit weniger Kampferfahrung, aber besseren politischen Verbindungen. Während er immer Colonel bei Washington war, hatte er zeitweise Weedons Brigade kommandiert und fühlte sich bereit für diese Position. Neben seiner Frustration schmerzten seine Beine und sein Rücken wegen der Belastungen, denen sie während der Québec-Expedition ausgesetzt waren. Letztendlich wurde ihm gestattet, am 30. Juni 1779 den Dienst zu quittieren, und er kehrte heim nach Winchester.
Im Juni 1780 wurde er gedrängt, den Dienst unter General Gates wieder aufzunehmen, aber er lehnte ab. Gates übernahm das Kommando des Südlichen Departements der Kontinentalarmee und Morgan glaubte, dass die vielen Miliz-Offiziere, die im Rang höher standen als er, seine Nützlichkeit begrenzen würden. Nach Gates Niederlage in der Schlacht von Camden stieß Morgan alle Bedenken beiseite und schloss sich dem Südlichen Departement in Hillsborough an.

### Der Südliche Feldzug
Er traf Gates in Hillsborough und erhielt am 2. Oktober das Kommando über das Leichte Infanteriekorps. Am 13. Oktober 1780 wurde Morgan endlich zum Brigadegeneral befördert.
Morgan traf seinen neuen Departement-Kommandeur Nathanael Greene am 3. Dezember 1780 bei Charlotte. Greene änderte nicht seinen Kommandoauftrag, gab ihm jedoch neue Befehle. Greene hatte entschieden, seine Armee aufzuteilen und den Feind mit Nadelstichangriffen in Atem zu halten, um die Zeit für eine Neuordnung der Armee zu erkaufen. Er gab Morgan das Kommando über 700 Mann für Überfälle und Beutezüge im Hinterland von South Carolina unter Vermeidung direkter Auseinandersetzungen.
Als die Strategie offenbar wurde, sandte der britische General Charles Cornwallis Colonel Banastre Tarletons britische Legion aus, um Morgan zur Strecke zu bringen. Morgan sprach mit vielen Milizionären, die zuvor schon gegen Tarleton gekämpft hatten und entschied, Greenes Befehle zu missachten und eine direkte Konfrontation herbeizuführen.

### Die Schlacht von Cowpens
Morgan entschied sich für Cowpens. Am Morgen des 17. Januar 1781 trafen sie Tarleton in der Schlacht von Cowpens. Zu der Zeit waren beide Seiten mit jeweils mehr als 1.000 Mann zahlenmäßig ausgeglichen. Morgan hatten sich Miliz-Streitkräfte unter Andrew Pickens und William Washingtons Dragoner angeschlossen. Tarletons Legion wurde von der Leichten Infanterie verschiedener regulärer Regimenter unterstützt.
Morgan wollte Vorteil aus Tarletons Vorliebe für schnelle Aktionen, seiner Verachtung für Milizionäre und der höheren Reichweite und höheren Treffergenauigkeit seiner Virginia-Schützen ziehen. Die Scharfschützen wurden vorn postiert, dann kam die Miliz und zuletzt die Regulären auf der Hügelspitze. Die ersten beiden Einheiten sollten sich zurückziehen, sobald sie ernsthaft angegriffen würden, zuvor jedoch möglichst große Schäden anrichten. Das sollte zu einem voreiligen Angriff verführen.
Die Strategie funktionierte sehr gut. In weniger als einer Stunde waren von Tarletons 1.076 Männern 110 tot und 712 gefangen. 200 der Gefangenen waren verwundet. Obgleich Tarleton entkam, erbeuteten die Amerikaner all seine Vorräte und Ausrüstung, einschließlich der Sklaven der Offiziere. Morgans listiger Plan von Cowpens gilt weithin als taktisches Meisterstück der Kriegskunst.
Cornwallis hatte nicht nur Tarletons Legion verloren, sondern auch seine Leichte Infanterie, was sein Reaktionsvermögen für den Rest des Feldzuges beeinträchtigte. Für seine Verdienste gab Virginia Morgan Land und einen Landsitz, der von Loyalisten verlassen worden war. Die Nässe und Kälte des Feldzuges hatten sein Hüftleiden so weit verschlimmert, dass er ständig Schmerzen hatte. Darum kehrte er am 10. Februar auf seine Farm in Virginia zurück. Am 7. Juli 1781 schloss sich Morgan für kurze Zeit Marie-Joseph Motier, Marquis de La Fayette an, um erneut Banastre Tarleton, diesmal in Virginia, zu verfolgen, aber diesmal ohne großen Erfolg.

## Nach der Amerikanischen Unabhängigkeit

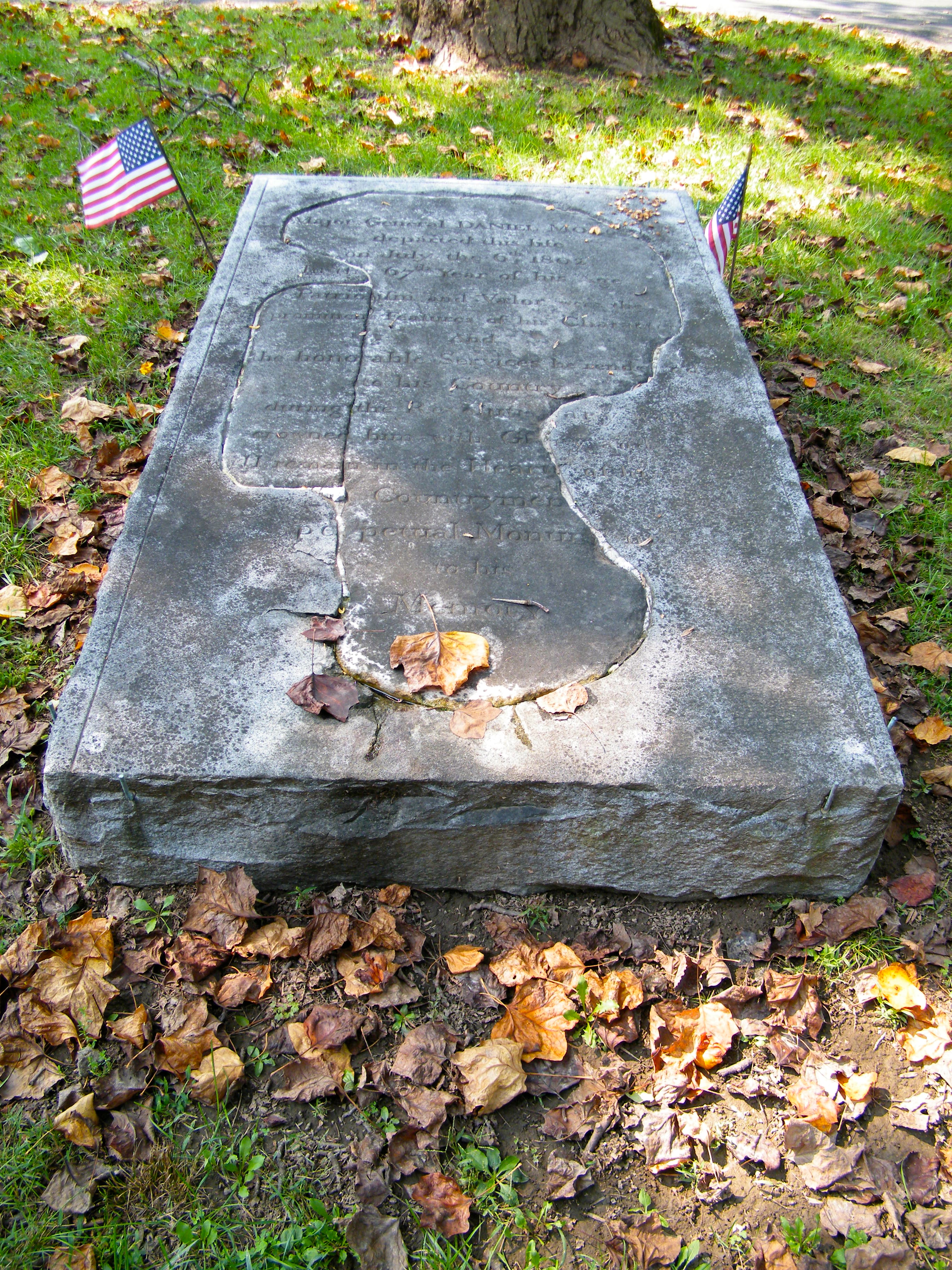
Daniel Morgans Grab in Winchester

Nachdem Morgan nach Charles Town heimgekehrt war, wurde er allmählich weniger aktiv. Er wandte seine Aufmerksamkeit der Investition in Land zu, anstatt neues zu roden und baute sich schließlich einen Landsitz mit mehr als 1000 km². Als Teil seiner Sesshaftigkeit trat er der Presbyterianischen Kirche bei und baute 1782 ein neues Haus in der Nähe von Winchester. Sein Heim nannte er „Saratoga“ nach dem Ort seines Sieges im Bundesstaat New York. Er verbrachte viel Zeit mit seiner Familie und baute insbesondere eine starke Bindung zu seinen 19 Enkeln auf. Der Kongress verlieh ihm 1790 eine Goldmedaille im Gedenken an seinen Sieg in Cowpens.
1794 wurde er kurz in den nationalen Dienst zurückgerufen, als er Milizeinheiten anführte, die die Whiskey-Rebellion niederschlugen. Indem er ein massives Truppenaufgebot aufmarschieren ließ, konnte er die Proteste beilegen, ohne dass ein Schuss abgegeben werden musste. Morgan ließ sich zweimal für die Föderalisten zur Wahl des Repräsentantenhauses aufstellen. Er verlor 1794, gewann aber bei der Folgewahl für die Wahlperiode von 1797 bis 1799.
1821 nannte Virginia ein neues County zu seinen Ehren, das Morgan County. Die Staaten Alabama, Georgia, Illinois, Indiana, Kentucky, Missouri, Ohio und Tennessee folgten dem Beispiel.
Morgan und seine Taten waren eine der Quellen für den fiktiven Charakter Benjamin Martin in dem Film Der Patriot von 2000.